# Akademia Sztuk Teatralnych im. Stanisława Wyspiańskiego w Krakowie
Akademia Sztuk Teatralnych im. Stanisława Wyspiańskiego w Krakowie  – państwowa uczelnia artystyczna założona w 1946 roku w Krakowie, kształcąca przyszłych aktorów i reżyserów.

## Historia
Wyższa szkoła powstała w 1946 roku z połączenia trzech autonomicznych studiów aktorskich, z których dwa należały do krakowskich teatrów:
- Studia Aktorskiego przy Starym Teatrze (Stary Teatr im. Heleny Modrzejewskiej w Krakowie),
- Studia Aktorskiego przy Teatrze im. J. Słowackiego (Teatr im. Juliusza Słowackiego w Krakowie),
- oraz Studia Dramatycznego Iwona Galla.

Uczelnia otrzymała nazwę Państwowa Szkoła Dramatyczna, jej pierwszym dyrektorem był Juliusz Osterwa, a nauka trwała 3 lata. W 1949 zmieniono nazwę na Państwową Wyższą Szkołę Aktorską (i przedłużono okres studiów do 4 lat), zaś w 1955 na Państwową Wyższą Szkołę Teatralną im. Ludwika Solskiego. Od 1 października 2017 roku uczelnia nosi nazwę: Akademia Sztuk Teatralnych im. Stanisława Wyspiańskiego w Krakowie, Ludwik Solski został natomiast patronem Wydziału Aktorskiego w Krakowie.

## Wydziały i kierunki
- Wydział Aktorski im. Ludwika Solskiego w Krakowie
- Reżyserii i Dramaturgii w Krakowie
- Wydział Aktorski we Wrocławiu
- Wydział Lalkarski we Wrocławiu
- Wydział Teatru Tańca w Bytomiu

Kształcenie odbywa się na następujących kierunkach:
- aktorstwo,
- aktorstwo teatru lalek,
- reżyseria[7].

## Dyrektorzy i rektorzy
- 1946/1947–10 V 1947: Juliusz Osterwa (dyrektor Państwowej Szkoły Dramatycznej)
- 1947–1948/49: Władysław Woźnik (dyrektor Państwowej Szkoły Dramatycznej)
- 1949 (1 IX do 30 XI): Antoni Euzebiusz Balicki (dyrektor Państwowej Wyższej Szkoły Aktorskiej)
- 1949–1950: Eugeniusz Fulde (dyrektor Państwowej Wyższej Szkoły Aktorskiej)
- 1953–1963: prof. Tadeusz Burnatowicz (dyrektor Państwowej Wyższej Szkoły Aktorskiej, od 1 września 1953 rektor Państwowej Wyższej Szkoły Teatralnej)
- 1963–1968: prof. Bronisław Dąbrowski (rektor PWST)
- 1968–1972: prof. Eugeniusz Fulde (rektor PWST)
- 1972–1981: prof. Jerzy Krasowski (rektor PWST)
- 1981–1984: prof. Danuta Michałowska (rektor PWST)
- 1984–1990: prof. Jerzy Trela (rektor PWST)
- 1990–1996: prof. Jerzy Stuhr (rektor PWST)
- 1996–2002: prof. Jacek Popiel (rektor PWST)
- 2002–2008: prof. Jerzy Stuhr (rektor PWST)
- 2008–2016: prof. Ewa Kutryś (rektor PWST)
- 2016–2024: prof. Dorota Segda[8] (rektor PWST, od 1 października 2017 AST)
- od 2024: dr hab. Grzegorz Mielczarek (rektor AST)